# Welscherheide
Welscherheide ist ein Ortsteil im Stadtteil Kaule von Bergisch Gladbach. 

## Geschichte
Der Siedlungsname Welscherheide greift die Gewannenbezeichnung Auf der Welscherheide auf, die im Urkataster westlich der ehemaligen Siedlung Auf’m Sand (Sand) verzeichnet ist. Die Hofsiedlung, die aus einer mittelalterlichen Siedlungsgründung hervorging, erhielt den Namen Welscherheide vermutlich erst im 18. Jahrhundert.
Die Topographia Ducatus Montani des Erich Philipp Ploennies, Blatt Amt Porz, belegt, dass der Wohnplatz 1715 als gemeiner Hof kategorisiert wurde und mit Welscherheid bezeichnet wurde.
Carl Friedrich von Wiebeking benennt die Hofschaft auf seiner Charte des Herzogthums Berg 1789 als Welscherheid. Aus ihr geht hervor, dass der Ort zu dieser Zeit Teil der Freiheit Bensberg im gleichnamigen Kirchspiel war.
Der Ort ist auf der Topographischen Aufnahme der Rheinlande von 1824 als Welschheid und auf der Preußischen Uraufnahme von 1840 als Welsche Heid verzeichnet. Ab der Preußischen Neuaufnahme von 1892 ist er auf Messtischblättern regelmäßig als Welscher Heide oder ohne Namen verzeichnet.
Aufgrund des Köln-Gesetzes wurde die Stadt Bensberg mit Wirkung zum 1. Januar 1975 mit Bergisch Gladbach zur Stadt Bergisch Gladbach zusammengeschlossen. Dabei wurde auch Welscherheide Teil von Bergisch Gladbach.
| Jahr | Einwohner | Wohn- gebäude | Kategorie  |
| ---- | --------- | ------------- | ---------- |
| 1822 | 21        |               | Bauergüter |
| 1830 | 26        |               | Bauerngut  |
| 1845 | 20        | 3             | Bauergüter |
| 1871 | 32        | 2             | Hofstelle  |
| 1885 | 29        | 5             | Wohnplatz  |
| 1895 | 32        | 3             | Wohnplatz  |
| 1905 | 33        | 3             | Wohnplatz  |